# Madvillain
Madvillain var en amerikansk hiphop duo, som bestod af rapper MF Doom og producer Madlib. De udgav et enkelt studiealbum, Madvillainy i 2004, som modtog anmelderros og anses som en kultklassiker indenfor alternativ hiphop.

## Medlemmer
- Daniel 'MF Doom' Dumile
- Otis 'Madlib' Jackson Jr.

## Diskografi
Studiealbum
- Madvillainy (2004)